# Famille Charfi
La famille Charfi est une famille de l'ancienne bourgeoisie tunisienne qui comptait parmi les notables de Sfax.
D'origine andalouse, installée à Sfax au XIVe siècle, elle compte au moins quatre générations de savants qui ont participé à l'élaboration d'une série de cartes géographiques, de cartes pour les navigateurs et de planisphères représentant les côtes de la Méditerranée et la mer Noire. Elle compte aussi des oulémas, imams, cadis et muftis au XVIIIe siècle.

## Personnalités
- Abdelmajid Charfi (1942- ), spécialiste de la civilisation et de la pensée islamique
- Ahmed Charfi, cartographe au XVIIe siècle
- Ahmed Charfi (?-1755), cadi de Sfax
- Ahmed Charfi (?-1762), mufti de Sfax
- Ahmed Charfi (?-1814), mufti de Sfax
- Ali Charfi, cartographe au XVIe siècle
- Fatma Charfi (1955- ), artiste plasticienne
- Hassen Charfi (?-1785), mufti de Sfax
- Mohamed Charfi (?-1744), astrologue, mathématicien et linguiste
- Mohamed Charfi (?-1826), mufti de Sfax
- Mohamed Charfi (1936-2008), homme politique
- Mustapha Charfi (1934-2007), chanteur
- Taïeb Charfi (?-1783), imam